# Alexander Callimachi
Alessandro Callimachi (in greco Αλεξάνδρος Καλλιμάχης?, Alexandros Kallimahis, in romeno Alexandru Calimachi; Costantinopoli, 1737 – Bolu, 12 dicembre 1821) fu principe di Moldavia dal 6 maggio 1795 al 18 marzo 1799.

## Biografia
Alessandro Callimachi nacque a Costantinopoli. La sua famiglia era un'affermata casata di boiardi e ospodari moldavi-greci fanarioti. Era figlio di Giovanni Teodoro Callimachi, principe di Moldavia, e di Ralitsa Chrysoskoleos. Alessandro aveva tre fratelli: Gregorio Callimachi (1735-1769), principe di Moldavia; la sorella Sevastitsa (nata nel 1736), che sposò Michele Drakos Soutzos, principe di Moldavia; e la sorella Maria (1740-1831). Suo zio Gavriil Callimachi (1689-1786) era un monaco del monastero di Putna prima di fondare la cattedrale di San Giorgio a Iași.
Callimachi ricoprì la carica di Gran Dragomanno della Sublime Porta dal 1785 al 1794. Ottenne il titolo di Principe di Moldavia nel 1795. Dopo la deposizione di Callimachi, gli succedette il genero Costantino Ypsilantis.
Terminato il suo regno, Callimachi si ritirò a Costantinopoli.
Callimachi siglò un'alleanza matrimoniale sposando Elena Ghika, figlia di Scarlat Ghica, principe di Moldavia e principe di Valacchia. Ebbero quattro figli. La figlia maggiore, Rallou (1769-1797), sposò Ypsilantis nel 1783. Il loro primo figlio, l'ospodar Scarlat Callimachi, fu principe di Moldavia in tre momenti diversi, mentre il figlio di Scarlat, Alessandro, fu insignito del titolo ottomano di Bala nel giugno 1861, primo cristiano a ricevere tale onore. Ebbero due figli minori, una figlia, Eufrosine (1776-1835), e un figlio, Giovanni (1775-1821).
Callimachi morì a Bolu nel 1821, lo stesso anno in cui il dominio fanariota terminò con lo scoppio della Guerra d'indipendenza greca contro l'Impero Ottomano.